# Andar conmigo
Andar conmigo è un singolo della cantante messicana Julieta Venegas, pubblicato nel 2003 ed estratto dall'album Sí.

## Tracce
- CD

1. Andar conmigo – 3:17

## Video
Il videoclip del brano è stato girato a Buenos Aires (Argentina) ed è stato diretto da Santiago Pueyrredon.

## Classifiche
| Classifica (2004)            | Posizione massima |
| ---------------------------- | ----------------- |
| Colombia                     | 1                 |
| Nicaragua                    | 3                 |
| Stati Uniti Hot Latin Tracks | 33                |